# 링스 어드벤처
《링스 어드벤처》(스페인어: El Lince perdido Missing Lynx, 영어: The Missing Lynx)는 2009년 공개된 애니메이션 영화이다.
이 영화는 스페인 도냐나 국립공원의 동물들이 악당들에게 납치된 다른 동물들을 구하기 위해 노력하는 이야기를 담고 있다. 영화는 안달루시아의 자연 공원에서 진행된다. 이 영화는 칸도르(Kandor)에서 제공한 서버를 사용하여 개발되었다.

## 줄거리
행운이 따르지 않는 어설픈 스라소니 펠릭스는 뜻밖의 사고로 스페인의 도냐나 국립공원 동물 보호소로 옮겨진다. 그곳에서 대담한 아이벡스 베아, 날개 부상을 입은 용감한 매 아스타르테를 만나고, 펠릭스의 편집증적인 카멜레온 친구 거스는 인간들이 동물들을 가두어 실험하려는 음모를 꾸미고 있다고 주장한다. 다른 동물들은 거스의 말을 믿지 않지만, 암컷 스라소니 린세사가 보호소에 오면서 펠릭스와 린세사는 서로에게 끌린다.
어느 날 밤, '세계 최고의 사냥꾼'이라 자칭하는 뉴먼이 이끄는 용병들이 보호소를 습격해 동물들을 납치한다. 괴짜 백만장자 노아가 멸종 위기에 처한 동물들을 위한 '노아의 방주'를 만들고자 고용한 것이다. 어수선한 상황 속에서 펠릭스는 간신히 탈출하여 친구들을 구출하지만, 린세사는 마취총에 맞아 잡혀간다. 펠릭스와 친구들은 납치된 동물들을 찾고 노아의 계획을 막기 위해 여정을 떠나고, 배에서 탈출한 두더지 루퍼트도 합류한다. 그들은 늑대 무리의 도움을 받아 뉴먼을 따돌리려 하지만 늑대들은 다른 동물들과 함께 잡히고, 펠릭스는 자신이 불운을 몰고 다니는 탓이라고 자책한다. 환경을 정화하는 임무를 가진 독수리 디오게네스를 만나 도움을 받아 간이 운송 수단을 만들지만, 펠릭스는 친구들을 보호하기 위해 떠난다.
한편 노아의 배에서 린세사는 노아가 동물과 대화할 수 있다는 사실을 알게 된다. 그는 과거 동물과 대화한다고 주장하다 정신병원에 갇혔지만, 풀려난 후 동물들의 도움으로 막대한 부를 쌓았고, 그 보답으로 멸종 위기 동물들을 섬으로 옮겨 보호하려 한다고 말한다. 린세사는 자유가 없는 삶은 의미가 없다며 노아를 설득하고, 노아는 자신의 계획에 회의감을 느끼게 된다.
루퍼트가 사실은 노아가 탈출한 동물들을 찾기 위해 심어놓은 마이크로칩을 갖고 있었고, 그 때문에 뉴먼 일당이 자신들을 추적했다는 것을 알게 된다. 자신의 불운이 원인이 아니라는 것을 깨달은 펠릭스는 다시 친구들에게 돌아가 뉴먼에게 잡히기 직전 친구들을 구한다. 뉴먼은 펠릭스를 과소평가한 탓에 얼굴에 상처를 입고 격분하고, 펠릭스를 죽이려 하지만 노아의 전화로 사냥을 중단하라는 지시를 받는다. 화가 난 뉴먼은 배를 장악하고 노아를 가두고, 펠릭스를 함정으로 유인하려 한다.
거스와 베아가 노아를 풀어주는 동안, 뉴먼은 린세사를 미끼로 펠릭스를 함정으로 유인하려 하고, 뜻밖의 폭발 사고로 배에 물이 차오르며 동물들의 탈출이 시작된다. 펠릭스는 뉴먼과 싸우면서 자신의 불운 덕분에 뉴먼이 자신의 함정에 걸릴 것이라는 것을 깨닫고, 뉴먼은 함정에 깔려 죽는 듯하다. 펠릭스, 린세사, 다른 동물들, 노아는 구명보트로 탈출한다.
후에 펠릭스와 린세사는 새끼를 낳고, 펠릭스는 친구인 거스에게 새끼를 소개하며 영화는 끝난다. 영화가 끝난 뒤 나오는 쿠키 영상에서는 뉴먼이 살아남았지만 고양이를 두려워하게 된 모습이 나온다.

## 한국어 더빙 배역
- 링스: 은지원
- 거스: 왕석현
- 링세트: 정다혜
- 베티: 오인실
- 아스타르트: 박지윤
- 루퍼트: 신용우
- 뉴먼: 김태훈
- 홀쭉이 부하: 엄상현
- 뚱보 부하: 홍범기